# 大橋駅 (福岡県)

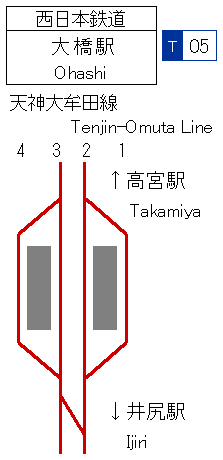
配線図

大橋駅（おおはしえき）は、福岡県福岡市南区大橋一丁目にある、西日本鉄道（西鉄）天神大牟田線の駅である。駅番号はT05。ホーム有効長は12両分ある。
福岡市南区の中心駅で、特急を含めた全営業列車が停車する。ほとんどの優等列車が当駅で普通との緩急接続を行っている。

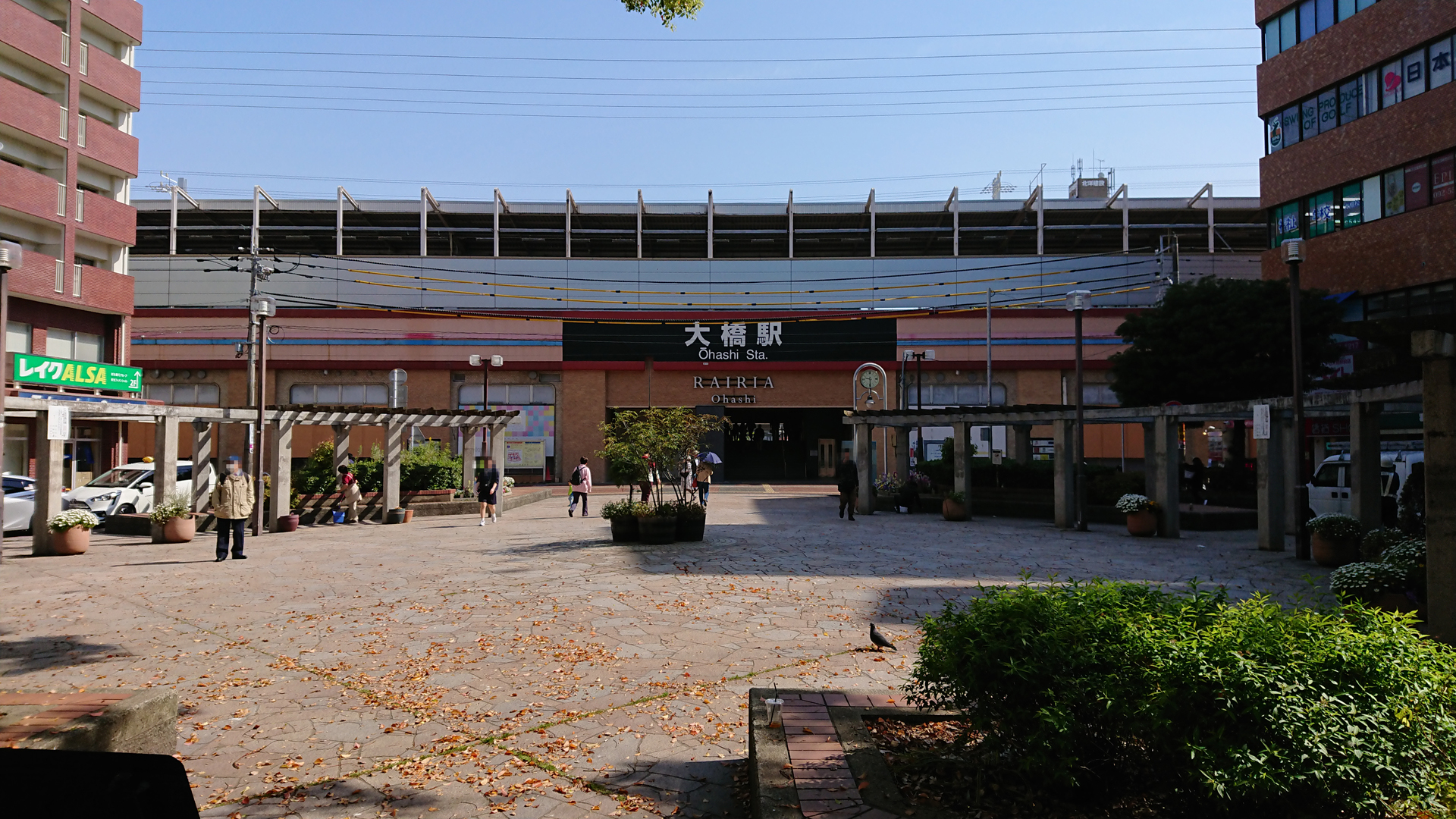
改装後の西口・通称「鳩広場」
（2019年4月）

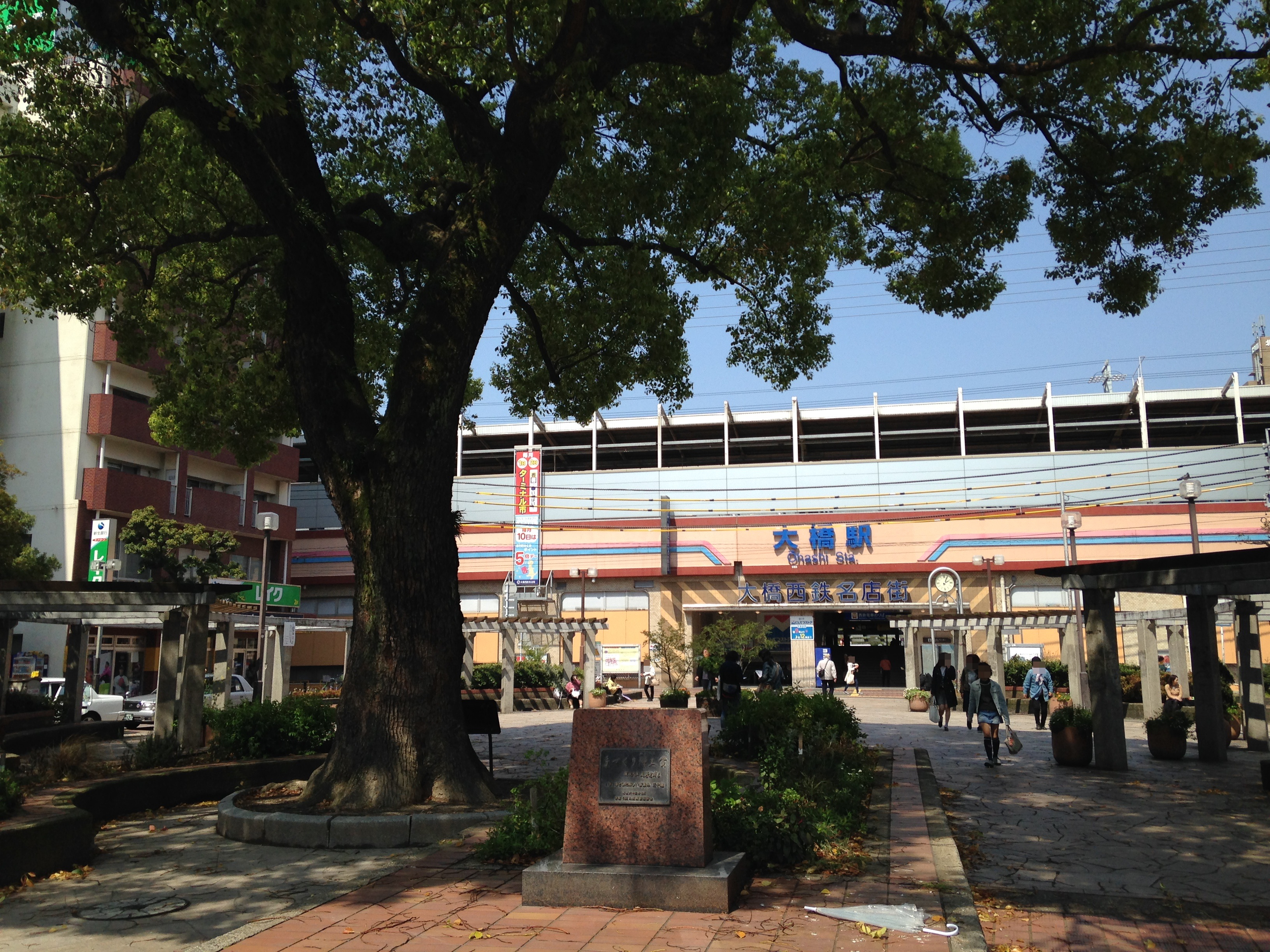
改装前の西口
（2015年4月）

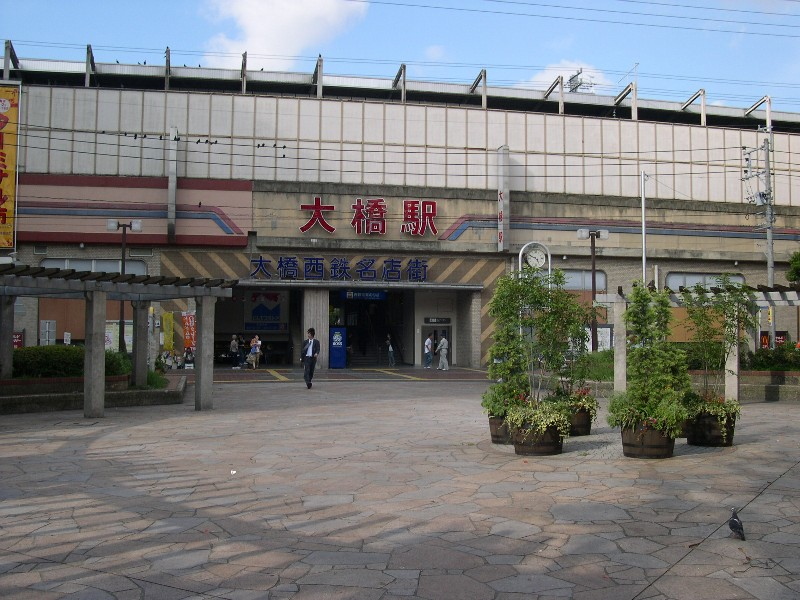
高架化時の西口駅舎の外観
（2005年8月）

## 歴史
- 1924年（大正13年）4月12日：開業。(旧駅舎は現在の大橋二丁目に所在)
- 1978年（昭和53年）3月3日：西鉄平尾 - 大橋間高架化。平日朝ラッシュ時上りを除き急行停車駅となる。またそれに伴い、駅の場所が現在の大橋一丁目に移動した。同時に西鉄名店街開業。
- 1991年（平成3年）3月30日：ホーム上に待合室新設。
- 2001年（平成13年）1月：ホームを8両編成対応に延伸する[2]。朝上りラッシュ時に運転される8両編成の急行（同日より快速急行に改称）が停車を開始。
- 2004年（平成16年）3月20日：バリアフリー化。（地上-改札口-ホームにエレベータ設置）
- 2008年（平成20年）5月18日：ICカードnimoca供用開始。
- 2010年（平成22年）3月27日：快速急行を廃止。
- 2017年（平成29年）
  - 2月1日：駅ナンバリングを導入[3]。
  - 8月26日：特急停車駅となる[4][5][6]。
- 2019年（平成31年）4月26日：大橋西鉄名店街の改装完了、同時にレイリア大橋としてリニューアルオープン[7]。
- 2024年（令和6年）3月16日：ダイヤ改正。大橋駅におけるラッシュ時のホーム混雑解消策の一つとして、上り急行電車の一部が平尾駅、高宮駅に停車するようになる[8]。

## 駅構造
島式ホーム2面4線を有する高架駅。福岡（天神）を出てから初めての待避可能な駅であり、大半の普通が当駅で特急や急行を待避している。大牟田方には渡り線があり、折り返し列車も設定可能ではある。一部電車の方向幕には「急行 大橋」と「普通 大橋」があるが、現在、定期運行の折り返し列車は設定されていない。ただし、事故や災害などにより不通区間が生じた場合、大橋駅での折り返し運転が行われることがある。
| 乗り場 | 路線          | 方向 | 行先                               |
| ------ | ------------- | ---- | ---------------------------------- |
| 1・2   | ●天神大牟田線 | 下り | 二日市・太宰府・久留米・大牟田方面 |
| 3・4   | ●天神大牟田線 | 上り | 福岡（天神）方面                   |

地下1階、地上2階建てで、「レイリア大橋(RAIRIA Ohashi)」という駅ビルになっている。旧称は大橋西鉄名店街。駅ビルには39の店が入り、駅利用者や地元住民が主に利用する。この各階は以下のようになっている。
- 地下1階
  - 福岡（天神）側 - ココカラファイン、キャンドゥ、げんき堂整骨院、休憩スペース
  - 大牟田側 - ユーハイム、ナイル、シロヤ等
- 1階
  - 福岡（天神）側 - 屋内バス待合所、ONLY CUT BOXXX、オンデーズ、無印良品500等
  - 大牟田側 - レガネット大橋
- 2階
  - 福岡（天神）側 - マクドナルド、クリーニングのきょくとう、クイックカラーQ、リフォームショップ オータニ
  - 大牟田側 - スターバックス、カルディコーヒーファーム、ヴィドフランス等
  - 1990年代に多くの「西鉄名店街」が「Emax（エマックス）」に改装されたが、大橋駅の名店街は2017年まで改装されなかった。古くからの店舗も多く、特に南側の店舗は改装前まで「昭和」の駅ナカの風情を保っていた。エマックスに改装された4店のうち「フクオカ」「オオムタ」「イイヅカ」は既に閉鎖された（最後まで残っていた「クルメ」も、2022年9月からリニューアルに入り、改装完了後2024年10月に施設名が「レイリア久留米」に変更、エマックスブランドは消滅した[9]）。後述の通り2019年4月に「レイリア大橋」と変更されたことで、西鉄名店街の名を使うのは高宮駅のみとなる。

2017年7月から「Railway Oasis」をコンセプトに大々的な改装工事に入り、2018年5月11日に第一期のリニューアルエリアが完成、2019年4月26日にグランドオープンし、同時に施設名称を現行の「レイリア大橋（RAIRIA Ohashi）」に変更した。この大橋を皮切りに、今後西鉄沿線の他の施設もレイリアシリーズへの変更を予定している。レイリア(RAIRIA)は、「RAIL（線路・沿線）」「ARIA（空気）」「AREA（地域）」を組み合わせた造語。

## 利用状況
2024年度の1日平均乗降人員は40,753人である。西鉄の駅では3番目に多い。2012年度までは西鉄久留米駅に次いで4番目だったが、2013年度より乗降人員が増え、3番目に浮上した。2020年度に薬院駅の乗降人員を抜いて2番目に浮上するも、2023年度より薬院駅の乗降人員が増えた事で、再び3番目に順位を下げた。
西鉄福岡（天神）駅に近いため特急を利用しなくても容易に行き来が可能であり、特急停車駅となる前は、臨時停車はほとんど行われていなかった。
各年度の1日平均乗車および乗降人員は下表のとおり。
| 年度                | 1日平均 乗車人員 | 1日平均 乗降人員 |
| ------------------- | ---------------- | ---------------- |
| 1996年（平成08年）  | 21,304           | 42,068           |
| 1997年（平成09年）  | 20,904           | 41,274           |
| 1998年（平成10年）  | 20,008           | 39,562           |
| 1999年（平成111年） | 19,459           | 38,582           |
| 2000年（平成12年）  | 18,888           | 37,619           |
| 2001年（平成13年）  | 18,589           | 37,016           |
| 2002年（平成14年）  | 18,159           | 36,145           |
| 2003年（平成15年）  | 18,251           | 36,270           |
| 2004年（平成16年）  | 17,545           | 34,975           |
| 2005年（平成17年）  | 17,411           | 34,649           |
| 2006年（平成18年）  | 17,427           | 34,855           |
| 2007年（平成19年）  | 17,126           | 34,325           |
| 2008年（平成20年）  | 17,175           | 34,510           |
| 2009年（平成21年）  | 17,058           | 34,309           |
| 2010年（平成22年）  | 17,137           | 34,563           |
| 2011年（平成23年）  | 16,913           | 34,120           |
| 2012年（平成24年）  | 17,041           | 34,400           |
| 2013年（平成25年）  | 17,443           | 35,162           |
| 2014年（平成26年）  | 17,185           | 34,470           |
| 2015年（平成27年）  | 17,587           | 35,355           |
| 2016年（平成28年）  | 17,752           | 35,680           |
| 2017年（平成29年）  | 18,210           | 36,635           |
| 2018年（平成30年）  | 18,833           | 37,921           |
| 2019年（令和元年）  | 19,388           | 39,102           |
| 2020年（令和02年）  | 15,539           | 31,491           |
| 2021年（令和03年）  | 17,280           | 34,073           |
| 2022年（令和04年）  |                  | 37,294           |
| 2023年（令和05年）  |                  | 38,622           |
| 2024年（令和06年）  |                  | 40,753           |

## 駅周辺
駅西側に「鳩広場」、東側にバスロータリーがあり、周辺は南区の中心部となっている。
- 福岡市南区役所
- 福岡市南保健所
- 福岡市南体育館
- 福岡市南図書館
- 福岡市立南市民センター及び福岡市塩原音楽・演劇練習場
- 福岡南郵便局
- 九州中央病院
- 九州大学大橋キャンパス（旧九州芸術工科大学）
- 純真学園大学
- 純真短期大学
- 香蘭女子短期大学
- 純真高等学校
- 福岡県立筑紫丘高等学校
- 福岡第一高校
- 専門学校コンピュータ教育学院（福岡大橋総合ITキャンパス）
- マックスバリュエクスプレス大橋店（旧:グルメシティ）
- ベスト電器New大橋店
- BOOK OFF大橋駅西口店
- アプライド南福岡店
- 国道385号
- 高宮通り
- グリーンリッチホテル西鉄大橋駅前

周辺には大学や短大、専門学校が多い。

## 路線バス
西鉄バスが東口駅前のロータリーに発着する。（路線は2024年3月16日現在）電車とバスの結節点となっており、利用者は非常に多い。発着路線についてはにしてつ時刻表で検索できる。ここでは主な方面のみ記載する。
1番のりば
老司・那珂川方面。
三宅本町・東若久方面（■ 7番）
三宅本町・老司・片縄・博多南駅・那珂川方面（■ 3番・47番・特快47・60番・62番・特快W）
三宅本町・老司・警弥郷・博多南駅方面（■ 62-1番）
三宅本町・老司・老司団地方面（■ 4番・48-1番・■ 無番）
三宅本町・九州がんセンター・福翔高校方面（■ 48番）
横手南町・九州がんセンター・自動車免許試験場・堤・片江営・さくら病院・福大病院方面（■ 外環1番）
2番のりば
春日・天神・野間方面。
日赤前・那の川・天神方面（■■ W1番・W2番 ■ W3番・W4番・特快W）
野間四角・野間大池・皿山・自動車免許試験場・柏原方面（■ 区1番）
野間四角・野間大池・長住・自動車免許試験場・桧原方面（■ 区2番）
野間四角・若久・中尾・屋形原・桧原営・堤・片江営・西片江一丁目・福大病院方面（■ 6番）
横手・曰佐・弥永団地・博多南駅方面（■ 49番）
井尻六ツ角・（福岡女学院）・昇町・博多南駅・天神山・松ヶ丘団地・月の浦方面（■ 42番）
井尻六ツ角・福岡女学院方面（■ 直行）
3番のりば
博多駅・板付方面。
清水・美野島・博多駅方面（■ 47番・47-1番・特快47-1）
竹下駅・美野島・博多駅方面（■ 48番・48-2番）
竹下駅・美野島・天神方面（■ 63番）
きよみ通り・山王・博多駅方面（■ 60番）
高木・弓田・板付団地方面（■ 5番）
ららぽーと福岡方面（■ 直行）

### 乗り継ぎ
2013年（平成25年）11月2日のダイヤ改正以降、那珂川・弥永方面と天神方面を直通していた49番や62番などの系統の大半が大橋駅で系統分離され、当駅での乗り継ぎを主体とした運行体制となった。西鉄バスでは、当駅以南では定時性の向上、当駅以北の渡辺通りではわかりやすいダイヤによる利便性向上が図れるとしている。なお、運賃についてはnimocaを利用した場合、通常の乗継割引とは別に100ポイントを付与することで、実質の負担額が直通バスより高くならないようにしている。

## 隣の駅
西日本鉄道
■天神大牟田線
■特急・■急行
薬院駅（T02） - 大橋駅（T05）  - 春日原駅（T09）
■急行（平日朝上り）
高宮駅（T04） ← 大橋駅（T05） ← 春日原駅（T09）
■普通
高宮駅（T04） -  大橋駅（T05）  - 井尻駅（T06）